# The Sower Reaps
The Sower Reaps è un cortometraggio muto del 1914 diretto da Thomas Ricketts. Prodotto dalla American Film Manufacturing Company su un soggetto di Robert A. Sanborn, aveva come interpreti Jack Richardson, Louise Lester, Vivian Rich, William Garwood.

## Trama
Il vecchio Pike, che perseguita da anni il procuratore distrettuale Peter Pelham, resta ucciso incidentalmente da Pelham che riesce a deviare i sospetti sul maestro di scuola Ben Rolfe, suo rivale politico. Nella storia viene coinvolto anche Tim, il fratello di Ben che, per proteggerlo, non nega l'accusa di Pelham, ma poi scappa in un'altra città. Tim viene arrestato per ordine del procuratore distrettuale e anche Ben viene trovato e preso in custodia dallo sceriffo. Nel frattempo, Pelham è riuscito a trovare in casa di Pike i documenti incriminanti che per anni l'avaro ha tenuto contro di lui e utilizzato come una minaccia. Il procuratore mette sull'avviso Laurel, la figlia di Pike, dicendole che quelle carte faranno condannare Rolfe, che lei ama. All'inchiesta, però, le prove sono incontrovertibili e Pelham, messo davanti alle sue responsabilità, crolla e confessa tutto.

## Produzione
Il film fu prodotto dall'American Film Manufacturing Company.

## Distribuzione
Distribuito dalla Mutual, il film - un cortometraggio in due bobine - uscì nelle sale cinematografiche degli Stati Uniti il 21 dicembre 1914.